# Superligaen 2007-08
Superligaen 2007-08 var den 18. sæson siden oprettelsen af ligaen. Den blev administreret af DBU og fandt sted fra den 18. juli 2007 til den 24. maj 2008.
AaB vandt mesterskabet og fik adgangen til kvalifikationen til UEFA Champions League 2008-09. FC Midtjylland og FC København kom med anden- og tredjepladsen i kvalificerede sig til UEFA Cuppen. Lyngby BK og Viborg FF rykkede med de to laveste placeringer ned i 1. division.

## Deltagere
| Klub            | Slutplacering sidste sæson | Første sæson i den bedste række | Første sæson i den bedste række siden seneste oprykning |
| --------------- | -------------------------- | ------------------------------- | ------------------------------------------------------- |
| AaB             | 3                          | 1928-29                         | 1987                                                    |
| AC Horsens      | 10                         | 1929-30                         | 2005-06                                                 |
| AGF             | 2 i 1. division            | 1918-19                         | 2007-08                                                 |
| Brøndby IF      | 6                          | 1982                            | 1982                                                    |
| Esbjerg fB      | 7                          | 1928-29                         | 2001-02                                                 |
| F.C. København  | 1                          | 1992-93                         | 1992-93                                                 |
| FC Midtjylland  | 2                          | 2000-01                         | 2000-01                                                 |
| FC Nordsjælland | 5                          | 2002-03                         | 2002-03                                                 |
| Lyngby          | 1 i 1. division            | 1980                            | 2007-08                                                 |
| OB              | 4                          | 1927-28                         | 1999-00                                                 |
| Randers FC      | 8                          | 1941-42                         | 2006-07                                                 |
| Viborg FF       | 9                          | 1927-28                         | 1998-99                                                 |

### Nedrykkede hold
De følgende hold rykkede ud af Superligaen sidste sæson:
- Vejle Boldklub
- Silkeborg IF

## Stilling
| Nr | Hold            | K  | V  | U  | T  | Mf |   | Mi | +/- | P                                                       |
| -- | --------------- | -- | -- | -- | -- | -- | - | -- | --- | ------------------------------------------------------- |
| 1  | AaB             | 33 | 22 | 5  | 6  | 60 | – | 38 | +22 | 71UEFA Champions League 2008-09, 2. kvalifikationsrunde |
| 2  | FC Midtjylland  | 33 | 18 | 8  | 7  | 53 | – | 36 | +17 | 62UEFA Cup 2008-09, 1. kvalifikationsrunde              |
| 3  | F.C. København  | 33 | 17 | 9  | 7  | 51 | – | 29 | +22 | 60UEFA Cup 2008-09, 1. kvalifikationsrunde              |
| 4  | OB              | 33 | 12 | 16 | 5  | 46 | – | 27 | +19 | 52UEFA Intertoto Cup 2008, 2. runde                     |
| 5  | AC Horsens      | 33 | 14 | 10 | 9  | 47 | – | 43 | +4  | 52                                                      |
| 6  | Randers FC      | 33 | 13 | 8  | 12 | 41 | – | 33 | +8  | 47                                                      |
| 7  | Esbjerg fB      | 33 | 13 | 6  | 14 | 59 | – | 54 | +5  | 45                                                      |
| 8  | Brøndby IF      | 33 | 11 | 10 | 12 | 44 | – | 44 | 0   | 43UEFA Cup 2008-09, 1. kvalifikationsrunde, Pokalvinder |
| 9  | FC Nordsjælland | 33 | 11 | 10 | 12 | 47 | – | 51 | −4  | 43UEFA Cup 2008-09, 1. kvalifikationsrunde, fair play   |
| 10 | AGF             | 33 | 7  | 8  | 18 | 33 | – | 51 | −18 | 29                                                      |
| 11 | Viborg FF       | 33 | 5  | 5  | 23 | 29 | – | 68 | −39 | 20Nedrykning til 1. division                            |
| 12 | Lyngby          | 33 | 3  | 9  | 21 | 33 | – | 69 | −36 | 18Nedrykning til 1. division                            |

 K: Kampe spillet, V: Vundne kampe, U: Uafgjorte kampe, T: Tabte kampe, Mf: Mål for, Mi: Mål imod, +/-: Måldifference, P: Point

 

## Resultater
I denne tabel er hjemmeholdet skrevet i kolonnen til venstre.
|                 | AaB     | ACH     | AGF     | BIF     | EfB     | FCK     | FCM     | FCN     | LBK     | OB      | RFC     | VFF     |
| --------------- | ------- | ------- | ------- | ------- | ------- | ------- | ------- | ------- | ------- | ------- | ------- | ------- |
| AaB             |         | 1-0     | 2-0 3-1 | 3-0 2-0 | 2-0     | 1-1 0-0 | 1-0     | 2-1 3-1 | 5-3     | 2-3 2-0 | 3-0     | 3-2 2-0 |
| AC Horsens      | 1-1 1-2 |         | 0-0     | 4-2 1-3 | 4-3     | 3-2     | 2-1 1-1 | 2-0     | 2-1     | 2-2     | 1-0     | 1-1     |
| AGF             | 3-5     | 1-2     |         | 1-1     | 0-1     | 0-1 0-2 | 2-0     | 1-2 3-3 | 0-0 3-1 | 0-2     | 0-0     | 0-0     |
| Brøndby IF      | 0-1     | 3-0     | 0-1 2-1 |         | 2-1     | 0-1 2-1 | 2-1     | 2-2 3-0 | 3-0     | 1-1 0-2 | 1-1 3-1 | 1-1     |
| Esbjerg fB      | 1-2 1-1 | 1-3     | 2-2 0-1 | 1-0 3-2 |         | 2-1     | 2-0 3-2 | 1-2     | 2-1     | 0-0     | 1-3 3-2 | 2-1     |
| F.C. København  | 4-0     | 1-0     | 1-1     | 1-1     | 5-2 2-1 |         | 0-0 0-2 | 1-1     | 2-0 3-1 | 2-1     | 1-0 0-1 | 3-1 3-0 |
| FC Midtjylland  | 2-1 2-0 | 1-1     | 2-0     | 5-0 1-1 | 2-2     | 2-2     |         | 1-0     | 2-1     | 2-1 3-1 | 3-2 2-1 | 1-0 2-1 |
| FC Nordsjælland | 1-2     | 0-0 1-2 | 3-2     | 1-0     | 3-1 3-2 | 1-0 1-2 | 1-1 0-3 |         | 0-1 0-0 | 3-3     | 2-1     | 4-0 5-3 |
| Lyngby          | 3-4     | 0-0 4-1 | 1-3     | 2-2     | 1-6 1-3 | 1-4     | 1-2     | 0-0     |         | 0-3     | 0-3 0-0 | 2-0     |
| OB              | 1-1     | 3-3 2-0 | 2-0     | 0-0     | 1-1     | 0-0     | 0-1     | 3-0     | 1-1     |         | 0-0     | 4-0 1-0 |
| Randers FC      | 5-0 1-0 | 0-0     | 0-1 4-1 | 2-1     | 1-0     | 2-1     | 3-0     | 1-1 2-1 | 2-2     | 0-0 0-2 |         | 2-0 0-2 |
| Viborg FF       | 0-1     | 2-1 1-3 | 2-0 0-2 | 1-1 1-2 | 0-5 0-4 | 2-3     | 1-1     | 2-3     | 2-1 3-2 | 0-2     | 0-1     |         |

## Mål

### Topscorere
| Pos | Spiller                   | Klub            | Mål |
| --- | ------------------------- | --------------- | --- |
| 1   | Jeppe Curth               | AaB             | 17  |
| 2   | Martin Bernburg           | FC Nordsjælland | 14  |
| 3   | Peter Graulund            | AGF             | 13  |
| 3   | Henrik H. Hansen          | AC Horsens      | 13  |
| 5   | Frank Kristensen          | FC Midtjylland  | 12  |
| 6   | Christian Holst           | Lyngby          | 9   |
| 6   | Morten Nordstrand         | F.C. København  | 9   |
| 6   | Rade Prica                | AaB             | 9   |
| 6   | Gilberto Macena           | AC Horsens      | 9   |
| 10  | Hans Henrik Andreasen     | OB              | 8   |
| 10  | Mikkel Beckmann           | Lyngby          | 8   |
| 10  | Rawez Lawan               | AC Horsens      | 8   |
| 10  | Marcus Allbäck            | FC København    | 8   |
| 10  | Atiba Hutchinson          | FC København    | 8   |
| 15  | Jonas Borring             | OB              | 7   |
| 15  | Bédi Buval                | Randers FC      | 7   |
| 15  | Thomas Dalgaard           | Randers FC      | 7   |
| 15  | Njogu Demba-Nyrén         | Esbjerg fB      | 7   |
| 15  | Martin Ericsson           | Brøndby IF      | 7   |
| 15  | Baye Djiby Fall           | OB              | 7   |
| 15  | Andreas Johansson         | AaB             | 7   |
| 15  | Issey Nakajima-Farran     | FC Nordsjælland | 7   |
| 15  | Morten "Duncan" Rasmussen | Brøndby IF      | 7   |
| 15  | Søren Rieks               | Esbjerg fB      | 7   |
| 15  | Martin Vingaard           | Esbjerg fB      | 7   |

### Øvrige målscorere
6 mål
- Esbjerg fB: Jesper Lange, Rajko Lekic, Michaël Murcy
- FC Nordsjælland: Bajram Fetai, Thomas Kristensen
- Randers FC: Marc Nygaard, Tidiane Sane
- AaB: Siyabonga Nomvethe

5 mål
- AGF: Dioh Williams
- Brøndby IF: Chris Katongo, Stefán Gíslason
- Esbjerg fB: Jesper Bech
- F.C. København: Libor Sionko
- FC Midtjylland: Mikkel Thygesen
- OB: Johan Absalonsen
- Viborg FF: Christian Muomaife
- AaB: Kasper Risgård

4 mål
- Brøndby IF: Martin Retov
- FC Midtjylland: Serghei Dadu, Petter Furuseth-Olsen (VFF), Danny Olsen
- Lyngby Boldklub: Morten Christiansen
- OB: Mads Timm
- Viborg FF: Christian Olsen (FCM)

3 mål
- AC Horsens: Søren Friis, Anders Nøhr (EfB)
- AGF: Jeremiah White
- Brøndby IF: Samuel Holmén, David Williams
- Esbjerg fB: Nicolai Høgh, Niki Zimling
- F.C. København: Ailton Almeida, Jesper Grønkjær, Júnior, Hjalte Bo Nørregaard
- FC Midtjylland: Babajide Collins Babatunde, Ken Fagerberg, Simon Poulsen, Magnus Troest
- FC Nordsjælland: Henrik Kildentoft, Nicklas Pedersen
- Lyngby Boldklub: Jesper Håkansson, Kim Aabech
- OB: Cristian Bolaños, David Nielsen
- Randers FC: Fabio Trindade da Silveira
- Viborg FF: Alex da Silva, Søren Ulrik Vestergaard (RFC)
- AaB: Simon Bræmer, Thomas Enevoldsen, Michael Jakobsen

2 mål
- AC Horsens: Casper Johansen, Niels Lodberg, Kenneth Emil Petersen, Mads Rieper
- AGF: Jesper Blicher, Jerry Lucena, Anders Kure, Alex Valencia
- Brøndby IF: Kasper Lorentzen, Tobias Mikkelsen, Thomas Rasmussen
- Esbjerg fB: Jesper Jørgensen, Jesper Mikkelsen
- F.C. København: Michael Gravgaard, Brede Hangeland, Zdeněk Pospěch
- FC Midtjylland: Kolja Afriyie, Gheorghe Florescu, Jude Ikechukwu Nworuh
- FC Nordsjælland: Mads Thomsen
- Lyngby Boldklub: Tem Hansen
- OB: Peter Nymann Mikkelsen
- Randers FC: Søren Berg, Kenneth Møller Pedersen
- Viborg FF: Luiz Carlos, Rúrik Gíslason, Simon Nagel, Jacob Olesen
- AaB: Thomas Augustinussen, Lasse Nilsson

1 mål
- AC Horsens: Steffen R. Algreen, Yasin Avci, Nick Christensen, Steffen Lauser
- AGF: Frederik Krabbe, Lars Pleidrup, Mike Tullberg
- Brøndby IF: Kim Daugaard, Mark Howard, Peter Madsen, Max von Schlebrügge
- Esbjerg fB: Fredrik Björck, Thiago Pinto Borges, Andrew Ornoch
- F.C. København: Mikael Antonsson, Mathias "Zanka" Jørgensen, Ulrik Laursen, Michael Silberbauer
- FC Midtjylland: Leon Jessen, Maroš Klimpl, Claus Madsen, Ajilore Oluwafemi, Christopher Poulsen, Adigun Taofeek Salami
- FC Nordsjælland: Henrik Bødker, Dennis Cagara, Andreas Dahl, Daniel Jensen, Johnny Lundberg, Marcus Pode, Jonathan Richter, Bo Storm
- Lyngby Boldklub: Ronni Hansen, Nicolai Melchiorsen
- OB: Morten Bisgaard, Anders Møller Christensen, Kim Christensen, Srdjan Radonjic, Bengt Sæternes, Chris Sørensen
- Randers FC: Christian Andreasen, Jeppe Brandrup, Jan Frederiksen, Carsten Fredgaard, Ralf Pedersen
- Viborg FF: Morten Bertolt (FCK), Thomas Frandsen, Jakob Glerup, Steffen Højer, Dan Anton Johansen, Súni Olsen (AaB), Mikkel Rask, Asbjørn Sennels
- AaB: Steve Olfers

### Hattricks
| Spiller         | Kamp               | Dato              |
| --------------- | ------------------ | ----------------- |
| Rajko Lekic     | Viborg v Esbjerg   | 22. juli 2007     |
| Thomas Dalgaard | Randers v AaB      | 1. august 2007    |
| Jeppe Curth     | AGF v AaB          | 8. oktober 2007   |
| Peter Graulund  | AGF v Nordsjælland | 28. november 2007 |
| Baye Djiby Fall | Lyngby v OB        | 4. april 2008     |

## Sæsonstatistik

### Mål
- Sæsonens første mål: Thomas Dalgaard for Randers mod Viborg (18. juli 2007)
- Hurtigste mål i en kamp: Søren Friis (15 sekunder) for Horsens mod Viborg (14. april 2008)
- Største sejrsmargin: Viborg 0-5 Esbjerg (22. juli 2007) / Midtjylland 5-0 Brøndby (29. juli 2007) / Randers 5-0 AaB (1. august 2007) / Lyngby 1-6 Esbjerg (20. august 2007)
- Flest mål i en kamp: AGF 3-5 AaB (8. oktober 2007) / AaB 5-3 Lyngby (2. december 2007) / Nordsjælland 5-3 Viborg (27. april 2008)
- Sæsonens første hattrick: Rajko Lekic for Esbjerg mod Viborg (22. juli 2007)

### Kort
- Første gule kort: Robert Åhman-Persson for Viborg mod Randers (18. juli 2007)
- Første røde kort: Aílton José Almeida for FCK mod Viborg (28. august 2007)
- Hurtigste røde kort i en kamp: Atle Roar Håland for OB mod AC Horsens efter 7 sekunder (11. maj 2008)

### Tilskuere
| Hold         | Gennemsnit | Højeste | Laveste |
| ------------ | ---------- | ------- | ------- |
| FCK          | 19.454     | 32.153  | 13.851  |
| Brøndby      | 16.068     | 25.313  | 9.865   |
| AGF          | 9.826      | 14.077  | 4.148   |
| OB           | 9.011      | 14.616  | 6.149   |
| Midtjylland  | 8.971      | 11.763  | 4.909   |
| AaB          | 8.944      | 13.647  | 4.729   |
| Randers      | 6.884      | 11.053  | 3.815   |
| Esbjerg      | 6.797      | 11.008  | 4.089   |
| Viborg       | 4.416      | 6.981   | 2.952   |
| Nordsjælland | 4.373      | 9.045   | 2.299   |
| Horsens      | 3.998      | 6.700   | 2.115   |
| Lyngby       | 2.474      | 6.955   | 1.035   |

## Spilledragter 2007-2008
| Hold            | Producent | Trøjesponsor            | Noter |
| --------------- | --------- | ----------------------- | --- |
| AaB             | hummel    | Spar Nord Bank          | Samme dragter som 06/07 indtil 25. november hvor en ny hjemmebanedragt var lanceret. Den har ikke det hvide felt på fronten, og den har også guldtryk. |
| AC Horsens      | hummel    | Telia Stofa             | Spar Nord og 3-stjernet er blevet erstattet som sponsorer af kabel-tv-firmaet Telia Stofa. Ny hjemmebanedragt, og ny grå/sort udebanedragt.            |
| AGF             | hummel    | Ceres/Faxe Kondi        | Samme dragter som 06/07. |
| Brøndby IF      | adidas    | Codan                   | Samme hjemme- og 3. dragt som 06/07. Ny brun udebanetrøje med lyseblå detaljer.                                                                        |
| Esbjerg fB      | Umbro     | Frøs Herreds Sparekasse | Ny hjemmebanedragt med flere striber, og striber på ærmerne. Guldtryk.                                                                                 |
| F.C. København  | Kappa     | Carlsberg               | Nye dragter med blå krave og guldtryk på ryggen. |
| FC Midtjylland  | Puma      | Spar                    | Nye dragter i almindeligt Puma-design. |
| FC Nordsjælland | H2O       | Jyske Bank              | Samme dragter som 06/07 indtil 2. december, hvor en ny lilla udebanedragt var lanceret.                                                                |
| Lyngby          | Nike      | Herbalife               | Ny hjemmebanedragt med hvide ærmer. Ny rød udebanedragt.                                                                                               |
| OB              | Nike      | Carlsberg               | Samme hjemmebanedragt som foråret 07. Ny sort udebanedragt.                                                                                            |
| Randers FC      | Umbro     | Forenede Rengøring      | Samme dragter som 06/07 |
| Viborg FF       | Puma      | Telia                   | Samme dragter som 06/07. |

## Stadions
| Hold            | Stadion               | Kapacitet |
| --------------- | --------------------- | --------- |
| F.C. København  | Parken                | 34.000    |
| Brøndby IF      | Brøndby Stadion       | 29.000    |
| AGF             | NRGi Park             | 20.200    |
| OB              | Fionia Park           | 15.761    |
| AaB             | Energi Nord Arena     | 13.800    |
| Esbjerg fB      | Blue Water Arena      | 13.282    |
| Lyngby          | Lyngby Stadion        | 12.000    |
| Randers FC      | Essex Park Randers    | 12.000    |
| FC Midtjylland  | SAS Arena             | 11.809    |
| FC Nordsjælland | Farum Park            | 10.000    |
| Viborg FF       | Viborg Stadion        | 9.566     |
| AC Horsens      | Forum Horsens Stadion | 6.700     |

## Trænerskifter
| Hold       | Stoppende træner | Grund til afsked  | Fratrædelsesdato | Ny træner   | Tiltrædelsesdato |
| ---------- | ---------------- | ----------------- | ---------------- | ----------- | ---------------- |
| OB         | Bruce Rioch      | Sagde op          | 12. marts 2007   | Lars Olsen  | 1. juli 2007     |
| Randers FC | Lars Olsen       | Kontraktudløb     | 30. juni 2007    | Colin Todd  | 1. juli 2007     |
| Viborg FF  | Anders Linderoth | Fælles beslutning | 9. november 2007 | Hans Eklund | 1. januar 2008   |

## Fodnoter og referencer
1. ↑  Dog er kapaciteten nedsat i foråret 2008 grundet fornyelse af stadion.
2. ↑  Wamsler, Morten (12. marts 2007). "Bruce Rioch stopper øjeblikkeligt i OB". Odense Boldklub. Arkiveret fra originalen 22. december 2007. Hentet 2. december 2007.
3. ↑  Wamsler, Morten (24. januar 2007). "Lars Olsen bliver ny træner i OB". Odense Boldklub. Arkiveret fra originalen 22. december 2007. Hentet 2. december 2007.
4. ↑  Rasmussen, Ib (24. januar 2007). "Lars Olsen stopper i Randers FC til sommer". Randers FC. Arkiveret fra originalen 22. december 2007. Hentet 2. december 2007.
5. ↑  Rasmussen, Ib (10. april 2007). "Colin Todd ny cheftræner i Randers FC". Randers FC. Arkiveret fra originalen 22. december 2007. Hentet 2. december 2007.
6. ↑  Henriksen, Peder (9. november 2007). "Viborg F.F. og Anders Linderoth skilles". Viborg FF. Arkiveret fra originalen 11. november 2007. Hentet 24. november 2007.
7. ↑  Henriksen, Peder (26. november 2007). "Eklund ny cheftræner i Viborg F.F." Viborg FF. Hentet 26. november 2007.{{cite web}}:  CS1-vedligeholdelse: url-status (link)